# 比蘭倫斯SAD
比蘭倫斯社會體育足球會（葡萄牙語：Os Belenenses – Sociedade Desportiva de Futebol, SAD），常稱比蘭倫斯SAD（Belenenses SAD），簡稱B-SAD，是一支位於葡萄牙里斯本的足球會，於2018年7月1日成立，現時於葡甲作賽。比蘭倫斯SAD原是1919年成立的比蘭倫斯足球會的分部，2012年賣盤予投資公司Codecity後，2018年以全新法人獨立經營。

## 球會背景
1999年7月1日原比蘭倫斯球會創立了比蘭倫斯SAD（即公共社會體育公司），用作營運職業足球事業。2012年，由於SAD面臨經濟困難，只能賣盤51%予投資公司Codecity，該公司由路爾柏度·蘇亞雷斯(Rui Pedro Soares)擔任主席。除了買賣協議，雙方亦達成共識，原比蘭倫斯會仍持有運作球會的權力，如公司動議否決權，亦有權在指定時間和作價回購球會等。雙方並簽有協議，原比蘭倫斯亦持有SAD的10%股份。
2017年，SAD的大股東Codecity指控原比蘭倫斯會方違約，致使向體育仲裁法庭申訴。同年，法庭結果出爐，將原本雙方訂立的回購權排除，並且原球會失去對SAD的控制權。
由於雙方訂立的協議已於2018年6月30日到期，使原球會和SAD的合約關係結束，SAD方面則希望繼續營運球會事業，終以2018年7月1日以「比蘭倫斯SAD」之名義重新成立並註冊球會。 
比蘭倫斯歷史上曾奪得1次葡超聯賽冠軍、3次葡萄牙盃及3次葡萄牙聯賽盃冠軍，但皆是在SAD成立之前、亦即1999年前發生的，因此這些歷史將歸還予原比蘭倫斯球會。而原球會則會以原名字在低組別聯賽重新出發，但仍爭議性地以里斯泰路球場(Stade de Ristalo)作為主場。
由於里斯泰路球場的擁有權為原球會所有，目前SAD沒有主場球場，只能租用國家大球場(Estádio Nacional)作為主場。2019年2月，在國家大球場短暫停用之時，他們曾借用塞圖巴爾的Bonfim球場兩日。
2018年10月29日，里斯本知識產權法庭裁決，禁止SAD使用原比蘭倫斯的名字、會旗和會徽。
比蘭倫斯SAD以新會員身份加入了里斯本足球總會。2019年3月11日，會方為避過仲裁，推出了全新的會徽。